# Höfen (Ansbach)
Höfen ([ˈhøːfn̩] , fränkisch: Hejfm) ist ein Gemeindeteil der kreisfreien Stadt Ansbach (Mittelfranken, Bayern). Höfen liegt in der Gemarkung Elpersdorf bei Ansbach.

## Geografie
Nördlich des Dorfes entspringt der Höllmühlbach. Es führen Gemeindeverbindungsstraßen nach Lengenfeld zur Staatsstraße 2246 (2 km nördlich), nach Wüstenbruck (0,6 km nordöstlich), nach Liegenbach (1 km westlich) und die Staatsstraße 1066 kreuzend an Mittelbach vorbei über einen Kreisverkehr der Staatsstraße 2248 nach Dautenwinden (2,7 km südöstlich).

## Geschichte
Der Ort wurde im Jahr 1387 als „zu den hofen“ erstmals urkundlich erwähnt. Seit dem 17. Jahrhundert ist die heutige Form „Höfen“ belegt.
Der Ort gehörte ursprünglich den Herren von Eyb von Eybburg. Am 17. April 1611 kaufte der Markgraf von Ansbach den Ort von Veit Erasmus von Eyb ab. Laut dem 16-Punkte-Bericht des Oberamtes Ansbach von 1684 bildete Höfen mit Wüstenbruck eine Realgemeinde. Für Höfen sind 6 Mannschaften verzeichnet. Alle Anwesen (2 Höfe, 2 Güter, 1 Gütlein, 1 Köblersgut) hatten das Hofkastenamt Ansbach als Grundherrn. Das Hochgericht und die Dorf- und Gemeindeherrschaft übte das brandenburg-ansbachische Hofkastenamt Ansbach aus.
Gegen Ende des 18. Jahrhunderts gab es in Höfen 8 Anwesen (2 Halbhöfe, 1 Gut, 2 Gütlein, 1 Köblergut, 1 Tafernwirtschaft, 1 Leerhaus). Das Hochgericht, die Dorf- und Gemeindeherrschaft und die Grundherrschaft über alle Anwesen übte weiterhin das Hofkastenamt Ansbach aus. Es gab 7 Untertansfamilien. Von 1797 bis 1808 unterstand der Ort dem Justiz- und Kammeramt Ansbach.
Im Rahmen des Gemeindeedikts wurde Höfen dem 1808 gebildeten Steuerdistrikt Elpersdorf und der 1811 gegründeten Ruralgemeinde Elpersdorf zugeordnet. Diese wurde am 1. Juli 1972 im Zuge der Gebietsreform in Bayern in die Stadt Ansbach eingegliedert.

## Einwohnerentwicklung
| Jahr      | 001818 | 001840 | 001861 | 001871 | 001885 | 001900 | 001925 | 001950 | 001961 | 001970 | 001987 |
| Einwohner | 38     | 34     | *45    | 61     | 64     | 53     | 56     | 70     | 76     | 84     | 63     |
| Häuser    | 9      | 8      |        |        | 11     | 10     | 10     | 10     | 14     |        | 17     |
| Quelle    | [ 15 ] | [ 16 ] | [ 17 ] | [ 18 ] | [ 19 ] | [ 20 ] | [ 21 ] | [ 22 ] | [ 23 ] | [ 24 ] | [ 1 ]  |

## Religion
Der Ort ist seit der Reformation evangelisch-lutherisch geprägt und bis heute nach St. Laurentius (Elpersdorf bei Ansbach) gepfarrt. Die Einwohner römisch-katholischer Konfession sind nach St. Ludwig (Ansbach) gepfarrt.